# Danh sách phim điện ảnh Việt Nam Cộng hòa
Danh sách phim điện ảnh Việt Nam Cộng hòa gồm những bộ phim được chế tác tại Việt Nam Cộng hòa giai đoạn 1955 – 1975.
- Phim tài liệu khuyết thông tin : Chí nam nhi (?), Dựng lại mái ấm (1969), Điệu hò miền Trung (1970), Điệu xòe sơn cước (1966), Đôi uyên ương (?), Đồng ruộng miền Nam (?), Hát bộ Bình Định (1970),[a] Huế sau cơn lửa đỏ (1970),[b] Một chuyến đi (?), Múa tứ linh (1966), Nắng đẹp miền Nam (1961), Non nước Hà Tiên (1966),[c] Non nước Hương Bình (1966),[d] Sóng đỏ (1970),[e] Sơn mài Việt Nam (1966), Trung thu với trẻ Việt (1969), Xuân về (1966), Y phục phụ nữ (1966)...
- Phim truyện khuyết thông tin : Ảo ảnh (?), Bạch Vân – Tôn Cát (?), Bạc trắng lửa hồng (1956), Bảy tâm hồn nổi loạn (?), Cảnh đẹp miền Nam (?), Chiều hôm gió cuốn (1972),[f] Chờ người (?), Con gái chị Hằng (1961), Con tôi đã chết (?), Dang dở (1965), Đại sát thủ (?), Đảo Yến hay Đò dọc (1971), Điệp vụ tìm vàng (1973),[g] Đỉnh núi mây hồng (1972), Giọt máu rơi (1956), Huyền Trân công chúa (?), Loạn – Yêu (1964), Lòng mẹ (?), Lưu Bình – Dương Lễ (1957), Lý Chơn Tâm cởi củi (?), Hè 72 (1972), Kim trai thời loạn (1965), Men nắng (1973), Mục Liên – Thanh Đề (?), Ngã rẽ tâm tình (?), Ngày về (?), Người mẹ hiền (?), Người về từ đỉnh núi (1966), Nhạc lòng năm cũ (1961),[1] Nửa hồn thương đau (?), Oan ơi ông địa hay Oan... oan tình (1961), Ông hoàng ốc (?), Phản bội (1964), Quê mẹ (1964), Sự tích trầu cau (?), Thạch Sanh chém Chằn (1957), Thằng Cuội (?),[h] Thế hệ 20 (?), Thiếu phụ Nam Xương (?), Thoại Khanh – Châu Tuấn (?), Thương mẹ miền Trung (?), Thương muộn (?), Tiếng hát cô đơn (?), Tiền thân đức Phật Tổ (?), Tiên nữ a di đà đắc đạo (?), Tìm em trong máu lửa (?), Tỉnh mộng (1964), Tổ đặc công 13 (?), Trời không muốn sáng (1960), Vệ sĩ bất đắc dĩ (1974), Vụ án tình (1959)...

| Trắng đen | Ba giãi mầu | Tô mầu |

## 1955
| Nhan đề                                | Bích chương | Đạo diễn          | Tài tử | Tưởng lệ                                    | Bị chú   |
| -------------------------------------- | ----------- | ----------------- | ------ | ------------------------------------------- | -------- |
| Xuân, em bé chăn trâu Xuân the Herdboy |             | Đông Phương Films |        | Grand Prix Đại hội điện ảnh Á châu Nam Vang | Tài liệu |

## 1956
| Nhan đề                                               | Bích chương | Đạo diễn                                                                   | Tài tử                                                                                     | Tưởng lệ                                                                       | Bị chú    |
| ----------------------------------------------------- | ----------- | -------------------------------------------------------------------------- | ------------------------------------------------------------------------------------------ | ------------------------------------------------------------------------------ | --------- |
| Ánh sáng miền Nam hay Ánh sáng đô thành Saigon Exodus |             | Đông Phương Films Lebran Productions Phòng điện ảnh Hoa Kỳ Gerardo de León | Khánh Ngọc, Leopoldo Salcedo, Ben Perez, Cristina Pacheco, Túy Phượng                      | Giải nữ tài tử xuất sắc Đại hội điện ảnh Á châu Manila                         | Chiêu hồi |
| Chúng tôi muốn sống Krus na Kawayan Fire and Shadow   |             | Tân Việt Films Trung tâm Quốc gia Điện ảnh Vĩnh Noãn Manuel Conde          | Lê Quỳnh, Mai Trâm, Manuel Conde, Aida Cariño, Nguyễn Long Cương, Nguyễn Đức Tạo, Lê Giang |                                                                                | Chiêu hồi |
| Lòng nhân đạo                                         |             | Mỹ Vân Films Phạm Văn Nhận                                                 | Kim Cương                                                                                  |                                                                                | Giáo hóa  |
| Lục Vân Tiên                                          |             | Việt Nam Films Tống Ngọc Hạp                                               | Tống Ngọc Hạp, Thu Trang                                                                   | Theo sử thi Nguyễn Đình Chiểu Bằng khen Đại hội điện ảnh Á châu Đông Kinh 1957 | Cổ trang  |
| Ngọc bồ đề                                            |             | Mỹ Vân Films Phạm Văn Nhận                                                 | Kim Cương, Bảy Ngọc                                                                        |                                                                                | Giáo hóa  |
| Quan Âm Thị Kính                                      |             | Mỹ Vân Films Nguyễn Thành Châu                                             | Kim Cúc, Kim Lan, Bảy Nhiêu, Năm Châu, Nguyệt Thu                                          |                                                                                | Cổ trang  |
| Tình quê ý nhạc                                       |             | Mỹ Vân Films Nguyễn Thành Châu                                             | Anh Lân, Túy Hoa, Túy Phượng                                                               |                                                                                | Ca nhạc   |

## 1957
| Nhan đề                          | Bích chương | Đạo diễn                                                                 | Tài tử | Tưởng lệ                                         | Bị chú    |
| -------------------------------- | ----------- | ------------------------------------------------------------------------ | --- | ------------------------------------------------ | --------- |
| Bụi đời                          |             | Trường Sơn Films Lê Mộng Hoàng                                           | Minh Giao, Trường Thi, Bạch Xuyến, Bích Sơn, Phương Thủy, Thu Nguyệt, Minh Khôi, Hoàng Chuẩn, Văn Đạt, Ngọc Cơ, Đăng Khánh | Theo tiểu thuyết Những Hòn Sỏi của Võ Đình Cường | Tâm lí    |
| Đất lành hay Ánh sáng miền Nam 2 |             | Đông Phương Films Lebran Productions Phòng điện ảnh Hoa Kỳ Ramon Estella | Khánh Ngọc, Lê Quỳnh, Lê Thương, Kiều Hạnh, Nguyễn Long                                                                    |                                                  | Chiêu hồi |
| Hồi chuông Thiên Mụ              |             | Tân Việt Films Lê Dân                                                    | Lê Quỳnh, Kiều Chinh, Hà Bắc, Ngọc Quỳnh, Phương Mai                                                                       | Theo tiểu thuyết Phan Trần Chúc                  | Cổ trang  |
| Hương thề chưa dứt               |             | Alpha Films Thái Thúc Nha                                                | Bảy Xê, Tuyết Vân, Anh Tứ, Thu Cúc, Ngọc Đức, Tri Khương                                                                   |                                                  | Tình cảm  |

## 1958
| Nhan đề                                                   | Bích chương | Đạo diễn                       | Tài tử                                                                                     | Tưởng lệ                            | Bị chú   |
| --------------------------------------------------------- | ----------- | ------------------------------ | ------------------------------------------------------------------------------------------ | ----------------------------------- | -------- |
| Duyên Bích Câu                                            |             | Alpha Films Thái Thúc Nha      | Anh Tứ, Túy Phượng                                                                         |                                     | Cổ trang |
| Giọt mưa ngâu hay Ngưu Lang – Chức Nữ                     |             | Mỹ Vân Films Nguyễn Thành Châu | Thẩm Thúy Hằng, La Thoại Tân, Kiều Hạnh, Ba Vân                                            |                                     | Tình cảm |
| Người đẹp Bình Dương tức Tam Nương                        |             | Mỹ Vân Films Nguyễn Thành Châu | Thẩm Thúy Hằng, Nguyễn Đình Dần, Ba Vân, Bảy Nhiêu, Thúy Lan, Kim Vui, Minh Tâm, Xích Tùng |                                     | Cổ trang |
| Ràng buộc                                                 |             | Alpha Films Thái Thúc Nha      | Anh Tứ, Khánh Ngọc, Bảy Xê                                                                 |                                     | Tình cảm |
| Tơ vương đến thác hay Trương Chi – Mỵ Nương Love to Death |             | Mỹ Vân Films Nguyễn Thành Châu | Kim Cương, La Thoại Tân, Thẩm Thúy Hằng, Tâm Phan                                          | Theo tuồng cải lương Ngô Vĩnh Khang | Tình cảm |

## 1959
| Nhan đề                       | Bích chương | Đạo diễn                       | Tài tử                                                                           | Tưởng lệ                                     | Bị chú   |
| ----------------------------- | ----------- | ------------------------------ | -------------------------------------------------------------------------------- | -------------------------------------------- | -------- |
| Áo dòng đẫm máu Blood cassock |             | Mỹ Vân Films Nguyễn Thành Châu | Vân Hùng, Thẩm Thúy Hằng, Trang Thiên Kim, Kiều Hạnh                             |                                              | Giáo hóa |
| Chị chồng tôi                 |             | Mỹ Vân Films Nguyễn Thành Châu | Trang Thiên Kim, La Thoại Tân, Bà Năm Sadec, Ba Vân, Bảy Nhiêu, Kim Lan, Kim Cúc | Nguyên tuồng Người Thợ Vẽ của Trần Hữu Trang | Tình cảm |

## 1960
| Nhan đề                                               | Bích chương | Đạo diễn                                  | Tài tử | Tưởng lệ                                                    | Bị chú   |
| ----------------------------------------------------- | ----------- | ----------------------------------------- | --- | ----------------------------------------------------------- | -------- |
| Chờ sáng hay Người con của biển cả The Son of the Sea |             | Trung tâm Quốc gia Điện ảnh Thân Trọng Kỳ | Lê Quỳnh, Kiều Chinh, Tâm Phan | Phim hay nhất cho thanh niên Đại hội điện ảnh Bá Linh, 1960 | Tâm lí   |
| Đôi mắt huyền hay Thuyền ra cửa biển                  |             | Mỹ Vân Films Lê Mộng Hoàng Ba Vân         | Kim Cương, Thẩm Thúy Hằng, La Thoại Tân, Ba Vân, Nam Hùng, Thanh Thanh Hoa, Xuân Phát, Kiều Nhung, Quỳnh Hoa, Ảnh Ảnh Tuyết, Minh Đạt, Sáu Trọng, Út Bạch Lan, Bích Sơn, Ngọc Hương | Theo tuồng cải lương Phong Anh - Yên Trang                  | Cổ trang |
| Mưa lạnh hoàng hôn                                    |             | Rạng Đông Films Nguyễn Long               | Nguyễn Long, Mai Ly |                                                             | Tình cảm |

## 1961
| Nhan đề           | Bích chương | Đạo diễn                       | Tài tử                                                                      | Tưởng lệ                                                  | Bị chú     |
| ----------------- | ----------- | ------------------------------ | --------------------------------------------------------------------------- | --------------------------------------------------------- | ---------- |
| Bẽ bàng           |             | Alpha Films Thái Thúc Nha      | Kim Cương, Lan Anh, La Thoại Tân, Ngọc Phu, Thanh Lan                       | Nguyên tuồng Nửa Đời Hương Phấn của Hà Triều - Hoa Phượng | Tình cảm   |
| Nước mắt đêm xuân |             | Rạng Đông Films Hoàng Anh Tuấn | Mai Trường, Nguyễn Long, Lệ Quyên, Mai Ly                                   |                                                           | Tình cảm   |
| Thúy đã đi rồi    |             | Rạng Đông Films Nguyễn Long    | Minh Hiếu, Yến Vĩ, Mai Trường, Trần Văn Trạch, Ánh Hoa, Hùng Cường, Hề Minh | Theo nhạc kịch Nguyễn Long                                | Ngẫu tượng |

## 1962
| Nhan đề                                 | Bích chương | Đạo diễn                              | Tài tử | Tưởng lệ                                                                                              | Bị chú   |
| --------------------------------------- | ----------- | ------------------------------------- | --- | --- | -------- |
| Đò chiều                                |             | Mỹ Vân Films Lê Mộng Hoàng            | La Thoại Tân, Vân Hùng, Hữu Phước, Bảy Nhiêu, Túy Hoa, Lê Thương, Thanh Lan, Tâm Đan, Bích Huyền, Phương Lan, Bé Hoàng Mai, Ngọc Phu, Việt Ấn,, Tùng Lâm, ban Tuổi Xanh, ban Việt Nhi | | Tình cảm |
| Đôi mắt người xưa The Former Lover Eyes |             | Liêm Films Fuji Films Nguyễn Văn Liêm | Thanh Nga, Xuân Dung, Lê Quỳnh, Kiều Chinh, Linh Phương, Xuân Phương | Theo tiểu thuyết Ngọc Linh Nữ tài tử phụ xuất sắc (Xuân Dung) Đại hội điện ảnh Á châu XIII Hán Thành  | Tâm lí   |
| Hai chuyến xe hoa                       |             | Rạng Đông Films Hoàng Anh Tuấn        | Thanh Nga, Thành Được | Theo tiểu thuyết Người Vợ Hai Lần Cưới của An Khê Nguyễn Bính Thinh cùng nguyên tuồng Thái Thụy Phong | Tình cảm |
| Mưa rừng                                |             | Alpha Films Thái Thúc Nha             | Kim Cương, Kiều Chinh, Lê Quỳnh, Ngọc Phu, Hoàng Vĩnh Lộc, Xuân Phát, Năm Châu | Nguyên tuồng Hà Triều - Hoa Phượng Tượng vàng Văn học Nghệ thuật Tổng thống cho cốt truyện hay nhất   | Tình cảm |

## 1963
| Nhan đề                             | Bích chương | Đạo diễn                       | Tài tử                                                             | Tưởng lệ                   | Bị chú   |
| ----------------------------------- | ----------- | ------------------------------ | ------------------------------------------------------------------ | -------------------------- | -------- |
| Chức Nữ về trời                     |             | Mỹ Vân Films Nguyễn Thành Châu | Thẩm Thúy Hằng, La Thoại Tân, ban hợp ca Thăng Long                |                            | Ca nhạc  |
| Lòng tin trước bạo lực              |             | Alpha Films Thái Thúc Nha      | Vân Hùng, Thẩm Thúy Hằng, La Thoại Tân, Ánh Hoa                    |                            | Giáo hóa |
| Mười năm giông tố                   |             | Mỹ Vân Films                   | Thẩm Thúy Hằng, La Thoại Tân, Mai Ly, Vân Hùng, Ngọc Phu, Phùng Há |                            | Tình cảm |
| Ngàn năm mây bay                    |             | Thái Lai Films Hoàng Anh Tuấn  | Lê Quỳnh, Bích Sơn, Bích Thủy, Phạm Huấn                           | Theo tiểu thuyết Văn Quang | Tình cảm |
| Tấm Cám                             |             | Mỹ Vân Films Nguyễn Thành Châu | Thẩm Thúy Hằng, La Thoại Tân, ban hợp ca Thăng Long                |                            | Ca nhạc  |
| Tơ tình hay là Trước ngày quân dịch |             | Mỹ Vân Films Lê Mộng Hoàng     | Thẩm Thúy Hằng, La Thoại Tân, Mai Ly, Năm Châu, Thanh Thúy         |                            | Tình cảm |

## 1964
| Nhan đề       | Bích chương | Đạo diễn     | Tài tử                                                | Tưởng lệ                                    | Bị chú   |
| ------------- | ----------- | ------------ | ----------------------------------------------------- | ------------------------------------------- | -------- |
| Bóng người đi |             | Mỹ Vân Films | Thẩm Thúy Hằng, La Thoại Tân, Thành Được, Út Bạch Lan | Nguyên tiểu thuyết Đoạn Tuyệt của Nhất Linh | Tình cảm |

## 1965
| Nhan đề                | Bích chương | Đạo diễn                              | Tài tử                                       | Tưởng lệ                                    | Bị chú   |
| ---------------------- | ----------- | ------------------------------------- | -------------------------------------------- | ------------------------------------------- | -------- |
| Người mẹ nuôi          |             | Rạng Đông Films Nguyễn Long           | Jo Marcel, Mỹ Phương, Ngọc Nuôi              |                                             | Tâm lí   |
| Việt Nam ! Việt Nam !! |             | Hương Quê Films Phòng điện ảnh Hoa Kỳ | Thành Được, Út Bạch Lan, Thanh Thúy, Kim Vui | Bằng khen Đại hội điện ảnh Đại học Michigan | Tài liệu |

## 1966
| Nhan đề                                          | Bích chương | Đạo diễn                                   | Tài tử | Tưởng lệ                                                               | Bị chú |
| ------------------------------------------------ | ----------- | ------------------------------------------ | ------ | ---------------------------------------------------------------------- | ------ |
| Con búp bê nhồi bông The Doll Filled with Cotton |             | Trung tâm Quốc gia Điện ảnh Hoàng Vĩnh Lộc |        | Giải đặc biệt hạng mục phim ngắn Đại hội điện ảnh Á châu XII Đông Kinh | Tâm lí |

## 1967
| Nhan đề                                                                                                 | Bích chương | Đạo diễn                                              | Tài tử | Tưởng lệ                                                     | Bị chú     |
| --- | ----------- | ----------------------------------------------------- | --- | ------------------------------------------------------------ | ---------- |
| 11 giờ 30                                                                                               |             | Mỹ Vân Films Lê Hoàng Hoa                             | Lê Quỳnh, Mộng Tuyền |                                                              | Tình cảm   |
| Chờ sáng                                                                                                |             | Trung tâm Quốc gia Điện ảnh Thân Trọng Kỳ             | Lê Quỳnh, Kiều Chinh | Giải nam và nữ tài từ xuất sắc Đại hội điện ảnh Bá Linh 1969 | Tình cảm   |
| Từ Sài Gòn đến Điện Biên Phủ hay Sài Gòn vô chiến sự 越南地下火花 西貢無戰事 From Saigon to Dienbien Fu |             | Mỹ Vân Films Asia Motion Picture Co-Ltd Lê Mộng Hoàng | Kiều Chinh, Thẩm Thúy Hằng, Lê Quỳnh, Đoàn Châu Mậu, Lê Khanh, Khả Năng, Ngọc Phu, Dư Thiên, Trần Khánh, Lâm Cơ, Trần Tinh, Nghiêm Trọng, Trần Dương, Hoàng Vĩnh Lộc | Tượng vàng Văn học Nghệ thuật Tổng thống                     | Trinh thám |

## 1968
| Nhan đề                                                           | Bích chương | Đạo diễn                                                | Tài tử                                                          | Tưởng lệ                                                                      | Bị chú    |
| ----------------------------------------------------------------- | ----------- | ------------------------------------------------------- | --------------------------------------------------------------- | ----------------------------------------------------------------------------- | --------- |
| Saigon Target Zero                                                |             | Trung tâm Điện ảnh Tâm lý chiến Trung tá Lê Huy Linh Vũ |                                                                 |                                                                               | Tài liệu  |
| Thương hận                                                        |             | Mỹ Vân Films Tôn Thất Cảnh                              | Kim Vui, Tâm Phan, Bảo Ân                                       | Nam tài tử xuất sắc (Tâm Phan) - Tượng vàng Văn học Nghệ thuật Tổng thống     | Tình cảm  |
| Xin nhận nơi này làm quê hương Let Me Make This Place My Homeland |             | Trung tâm Quốc gia Điện ảnh Hoàng Vĩnh Lộc              | Đoàn Châu Mậu, Trần Quang, Tâm Phan, Minh Trường Sơn, Huy Cường | Tượng vàng Văn học Nghệ thuật Tổng thống Bằng khen Đại hội điện ảnh Frankfurt | Hoạt động |

## 1969
| Nhan đề             | Bích chương | Đạo diễn                                  | Tài tử                                      | Tưởng lệ | Bị chú             |
| ------------------- | ----------- | ----------------------------------------- | ------------------------------------------- | -------- | ------------------ |
| Ba cô gái suối châu |             | Trung tâm Quốc gia Điện ảnh Bùi Sơn Dzuân | Thanh Tú, Ngọc Tuyết, Băng Châu, Thảo Sương |          | Xây dựng nông thôn |

## 1970
| Nhan đề                                       | Bích chương | Đạo diễn | Tài tử | Tưởng lệ                                                                                         | Bị chú      |
| --------------------------------------------- | ----------- | --- | --- | ------------------------------------------------------------------------------------------------ | ----------- |
| Chiều kỷ niệm The Memory Evening              |             | Việt Nam Films Lê Mộng Hoàng | Thẩm Thúy Hằng, Thanh Tú, Năm Châu, Kim Cúc, Phùng Há, Huy Cường, Việt Hùng, Ngọc Nuôi |                                                                                                  | Tình cảm    |
| Cô gái điên                                   |             | Trùng Dương Films Hoàng Thi Thơ                                                                                                 | Thanh Nga, Đoàn văn nghệ Maxim's | Nguyên tuồng Xúy Vân giả dại                                                                     | Ca nhạc     |
| Cuối mặt                                      |             | Trung tâm Quốc gia Điện ảnh Thân Trọng Kỳ                                                                                       | Lý Quốc Mậu, Cao Huynh | Bằng khen Đại hội điện ảnh Bá Linh Tượng vàng Văn học Nghệ thuật Tổng thống                      | Tình cảm    |
| Dang dở                                       |             | Việt Nam Films Asia Films | Thẩm Thúy Hằng |                                                                                                  | Tình cảm    |
| Giã từ bóng tối                               |             | Trung tâm Quốc gia Điện ảnh Lê Quỳnh                                                                                            | Ngọc Phu, Đoàn Châu Mậu, Ánh Minh, Bà Năm Sadec, Nguyễn Xuân Mậu, Nguyễn Năng Tế, Trần Đỗ Cung, Lý Quốc Mậu | Bằng khen Đại hội điện ảnh Carthage                                                              | Trinh thám  |
| Loan mắt nhung                                |             | Cosunam Films Trung tâm Quốc gia Điện ảnh Lê Dân                                                                                | Huỳnh Thanh Trà, Thanh Nga, Ngọc Phu, Kim Xuân, Thiên Trang, Nguyên Hạnh, Tâm Phan | Theo tiểu thuyết Nguyễn Thụy Long                                                                | Du đãng     |
| Long hổ sát đấu 龍虎殺鬥 The Vietnamese Boxer |             | Cửu Long Films Hàn Anh Kiệt Minh Đăng Khánh                                                                                     | Lý Huỳnh, Trần Quang, Việt Hùng, Hoàng Long, Ngọc Đan Thanh, Bạch Lan Thanh |                                                                                                  | Phim chưởng |
| Hòa bình                                      |             | CAPAC Les Productions de la Guéville Madeleine Films Parc Films Trung tâm Quốc gia Điện ảnh Phòng điện ảnh Hoa Kỳ Raoul Coutard | Lê Quỳnh, Xuân Hà, Huỳnh Cazenas, Marcel Lan Phương, Danièle Delorme, Kiều Hạnh, Phi Lân, Trần Văn Lịch, Minh Ngọc, Raoul Coutard | Theo truyện phóng sự La colonne de cendres của Françoise Lorrain                                 | Phản chiến  |
| Nàng                                          |             | Việt Nam Films Lê Mộng Hoàng | Thẩm Thúy Hằng, Xuân Dung, Phương Hoài Tâm, Mỹ Chi, Thùy Linh, La Thoại Tân, Trần Quang, Cao Huynh, Khả Năng, Hoàng Mai, Anh Lân, Tony Hiếu, Việt Hùng, Đoàn Thiên Kim, Diễm Kiều, Tôn Thất Cần, Văn Djai, Lý Quốc Mậu, Cẩm Hồng, Kim Liên, Xuân Thúy | Theo tiểu thuyết Hồng Nhan Đa Truân của Bùi Hoàng Thư Tượng vàng Đại hội Điện ảnh Á châu Đài Bắc | Tâm lí      |
| Ngậm ngùi hay Gió dập mưa vùi                 |             | Sài Gòn Films Thân Trọng Kỳ | Thẩm Thúy Hằng, Huy Cường, Lê Tuấn |                                                                                                  | Tình cảm    |
| Người tình không chân dung Faceless Lover     |             | Giao Chỉ Films Hoàng Vĩnh Lộc                                                                                                   | Kiều Chinh, Minh Trường Sơn, Trần Quang, Hà Huyền Chi, Hùng Cường, Dương Hùng Cường, Bảy Nam, Duyên Anh | Hai giải vàng Đại hội Điện ảnh Á châu Đài Bắc                                                    | Phản chiến  |
| Tiếng hát học trò hay Đợi chờ                 |             | Alpha Films Thái Thúc Nha | Thanh Lan, Huy Cường | Theo tiểu thuyết Văn Quang Tượng vàng Văn học Nghệ thuật Tổng thống                              | Tình cảm    |

## 1971
| Nhan đề                                                                       | Bích chương | Đạo diễn                                                               | Tài tử | Tưởng lệ | Bị chú           |
| ----------------------------------------------------------------------------- | ----------- | ---------------------------------------------------------------------- | --- | --- | ---------------- |
| Anh yêu em Sorry I Loved You                                                  |             | Bốn Phương Films Nguyễn Long                                           | Hùng Cường, Phương Uyên, Trần Quang, Tú Trinh, Hương Lan, Lê Hiền, Nguyễn Long, Pauline Ngọc | Theo tiểu thuyết Một Chuyện Tình của Nguyễn Đạt Thịnh | Tình cảm         |
| Biển động                                                                     |             | Kinh Đô Films Hoàng Vĩnh Lộc Nguyễn Văn Tường                          | Kim Cương, La Thoại Tân, Bạch Tuyết | Hoàng Dũng - Hà Triều Việt hóa phim Madame X | Tâm lí           |
| Chân đồi định mệnh                                                            |             | Liên Minh Films Nguyễn Cảnh Vượng                                      | Huy Cường, Thiên Trang, Phương Hồng Quế, Tâm Phan, Giao Linh | | Tình cảm         |
| Chân trời tím The Purple Horizon                                              |             | Liên Ảnh Films Lê Hoàng Hoa                                            | Hùng Cường, Kim Vui, Ngọc Đức, Bảo Ân, Mộng Tuyền, Hà Huyền Chi, Bà Năm Sadec, Ánh Nga, Xuân Phát, Trần Đỗ Cung, Ngọc Phu, Phạm Đình Chương                                                                  | Theo tiểu thuyết Văn Quang Tượng vàng Văn học Nghệ thuật Tổng thống Bằng khen Đại hội điện ảnh Á châu Đài Bắc                                                                                 | Tâm lí           |
| Điệu ru nước mắt                                                              |             | Liên Ảnh Films Lê Hoàng Hoa                                            | Hùng Cường, Thiên Trang, Trần Quang, Mai Lệ Huyền, Tâm Phan, Phương Hồng Ngọc, Ngọc Phu, Ngọc Đức, Minh Long, Trần Hoàng Ngữ                                                                                 | Theo tiểu thuyết Duyên Anh Tượng vàng Văn học Nghệ thuật Tổng thống Giải Kim Khánh (Trần Quang)                                                                                               | Du đãng          |
| Gác chuông nhà thờ                                                            |             | Sống Films Lê Hoàng Hoa                                                | Túy Hồng, Mai Lệ Huyền, Huy Cường, La Thoại Tân, Bảo Ân, Văn Djai, Kiều Hạnh, Năm Châu, Đoàn Châu Mậu, Ánh Nga, Huỳnh Thanh Trà, Tường Vi, Kim Cúc, Thanh Hoài, Bích Nga, Diễm Chinh, Ngọc Mai, ban Shotguns | Theo tiểu thuyết Ngọc Linh | Hoạt động        |
| Lệ đá Tears of Stone                                                          |             | Cinévina Võ Doãn Châu                                                  | Đoàn Châu Mậu, La Thoại Tân, Thanh Lan, Ngọc Phu, Phượng Trang, Thái Chi Lan, Bà Năm Sadec, Khánh Ly | Theo truyện Đại Úy Trường Kỳ của Nguyễn Mạnh Côn Tượng vàng Văn học Nghệ thuật Tổng thống | Giả tri khoa học |
| Mãnh lực đồng tiền                                                            |             | Kim Thân Films Lê Mộng Hoàng                                           | Hùng Cường, Thanh Nga, Mai Lệ Huyền, Bích Thuận, Việt Hùng, Tám Vân, Bà Năm Sadec, Lý Quốc Mậu, Vương Vũ, Mã Dũng, Việt Châu, Gardner                                                                        | Theo tiểu thuyết Anh Vũ | Du đãng          |
| Mẹ My Mother                                                                  |             | Đại Á Films Nguyễn Ngọc Liên                                           | Bảy Nam, Chánh Tín, Lệ Hoa | | Tình cảm         |
| Mùa thu cuối cùng hay Bụi phấn hồng The Last Autumn                           |             | Cosunam Films Nguyễn Ngọc Liên                                         | Thanh Nga, Lê Quỳnh, Ngọc Phu, Thúy Mai, Vân Hà | Theo tiểu thuyết Bụi Phấn Hồng của Bích Vân | Tình cảm         |
| Mưa trong bình minh hay Biển động 2                                           |             | Kinh Đô Films Nguyễn Văn Tường                                         | Kim Cương, Huỳnh Thanh Trà, Bạch Tuyết, Thanh Thúy | Hoàng Dũng - Hà Triều Việt hóa phim Madame X | Tâm lí           |
| Năm hiệp sĩ bất đắc dĩ                                                        |             | Liên Ảnh Films Lê Hoàng Hoa                                            | Thanh Việt, Văn Chung, Thanh Hoài, Tùng Lâm, Xuân Phát, Trần Quang, Ngọc Tuyết, Ngọc Đức, Hà Huyền Chi, Bích Thuận                                                                                           | | Trinh thám       |
| Ngọc Lan                                                                      |             | Hương Giang Films Đỗ Tiến Đức                                          | Thanh Lan, Bảo Ân, Ngọc Minh, Mỹ Phượng, Hà Huyền Chi | | Tình cảm         |
| Như hạt mưa sa 似滴雨飄零                                                     |             | Việt Ảnh Films Bùi Sơn Dzuân                                           | Thẩm Thúy Hằng, Trần Quang, Bạch Tuyết, Đoàn Châu Mậu, Thanh Việt, Tùng Lâm, Thanh Hoài, Diễm Kiều, Minh Ngọc, Tâm Phan                                                                                      | Theo tiểu thuyết Ngọc Linh Nữ tài tử phụ xuất sắc (Bạch Tuyết), nam tài tử xuất sắc (Đoàn Châu Mậu), giải đặc biệt (Trần Quang) kĩ thuật vững nhất - Tượng vàng Văn học Nghệ thuật Tổng thống | Tình cảm         |
| Sám hối                                                                       |             | Alpha Films Thái Thúc Nha                                              | Minh Vương, Quế Trân, Phượng Nga, Kim Phụng, Ngọc Lương, Bích Thuận, Ngọc Hồ | Theo tiểu thuyết Minh Đức Hoài Trinh | Tình cảm         |
| Thế giới nhạc trẻ World of Young Music                                        |             | Đài Truyền hình Việt Nam Jo Marcel Trường Kỳ Nam Lộc                   | Minh Lý, Đan Thành, các ban nhạc trẻ Cat's Trio, Ba Trái Táo, CBC, Peanut Company, Big Sound, Black Stones, ca sĩ Lệ Thu, Thanh Tuyền, Đức Huy                                                               | | Ca nhạc          |
| Trần Thị Diễm Châu                                                            |             | Nam Phương Films Lê Dân                                                | La Thoại Tân, Băng Châu, Ngọc Phu, Xuân Phát, Hà Huyền Chi, Ngọc Thúy | Theo tiểu thuyết Duyên Anh | Tâm lí           |
| Trên đỉnh mùa đông                                                            |             | Đài Truyền hình Việt Nam Trung tâm Tiếng Hát Đôi Mươi Trần Thiện Thanh | Nhật Trường, Thanh Lan, Minh Ngọc, Khả Năng, Vũ Đức Duy, Bích Thuận, Kiều Hạnh, Phương Hồng Ngọc, Hồ Hiệp | | Tình cảm         |
| Trống mái Male and Female                                                     |             | Thái Dương Films Lê Mộng Hoàng                                         | Tú Trinh, Thanh Tú, Huỳnh Thanh Trà | Theo tiểu thuyết Khái Hưng | Tình cảm         |
| Vết thù trên lưng ngựa hoang Scars on the Back of a Wild Horse 野馬背上的朋友 |             | Liên Ảnh Films Lê Hoàng Hoa                                            | Trần Quang, Huy Cường, Huyền Anh, Thanh Nga, Hoàng Liêm, Tâm Phan, Bạch Tuyết, Phương Uyên, Hùng Phương, Hà Huyền Chi                                                                                        | Theo tiểu thuyết Duyên Anh Nam tài tử phụ xuất sắc (Huy Cường) - Tượng vàng Văn học Nghệ thuật Tổng thống                                                                                     | Viễn Tây         |

## 1972
| Nhan đề                              | Bích chương | Đạo diễn                                             | Tài tử | Tưởng lệ                                                                               | Bị chú      |
| ------------------------------------ | ----------- | ---------------------------------------------------- | --- | -------------------------------------------------------------------------------------- | ----------- |
| Bão tình Love Storm                  |             | Trùng Dương Films Lưu Bạch Đàn                       | Kiều Chinh, Ôn Văn Tài, Kiều Phượng Loan, Hùng Cường, Thanh Việt, Thùy Liên |                                                                                        | Tình cảm    |
| Bẫy ngầm                             |             | Liên Ảnh Films Lê Hoàng Hoa                          | Lê Quỳnh, Mộng Tuyền, Ngọc Tuyết, Vân Hùng, Thanh Mai | Theo truyện Mang Xuống Tuyền Đài của Mai Thảo Tượng vàng Văn học Nghệ thuật Tổng thống | Hoạt động   |
| Báu kiếm rữa hận thù 洗恨寶劍        |             | Mỹ Ảnh Films Trương Hà                               | Út Bạch Lan, Ngọc Đan Thanh, Văn Chung, Lý Huỳnh |                                                                                        | Phim chưởng |
| Còn gì cho nhau                      |             | Cửu Long Films Minh Đăng Khánh                       | Hùng Cường, Phương Uyên, Tâm Phan, Mộng Tuyền |                                                                                        | Tình cảm    |
| Con ma nhà họ Hứa 許家鬼魂           |             | Dạ Lý Hương Films Lê Hoàng Hoa                       | Bạch Tuyết, Thy Mai, Tâm Phan, Dũng Thanh Lâm, Tùng Lâm, Bà Năm Sadec | Theo tuồng Con Tinh Xuất Hiện Giữa Thủ Đô của Năm Châu                                 | Giật gân    |
| Gánh hàng hoa                        |             | Thái Dương Films Lê Mộng Hoàng                       | La Thoại Tân, Mộng Tuyền, Thanh Lan, Huy Cường, Lý Quốc Mậu | Theo tiểu thuyết Khái Hưng - Nhất Linh                                                 | Tâm lí      |
| Hè muộn Late Summer                  |             | Giao Chỉ Films Đặng Trần Thức                        | Kiều Chinh, Nguyễn Năng Tế, Nguyễn Khắc Vinh |                                                                                        | Tâm lí      |
| Lá rừng Forest Leaves                |             | Việt Nam Films Tống Ngọc Hạp                         | Thẩm Thúy Hằng, Mai Khanh, Ánh Minh, Ngọc Xuân, Thùy Linh, Phương Thảo, Quỳnh Hoa, Phạm Lợi, Ngọc Tùng, Thôn Hoài, Tống Ngọc Hạp, Trần Hữu Lễ, Nguyễn Văn Son, Ngô Văn Ân |                                                                                        | Trinh thám  |
| Lịnh bà xã My Wife is a Demon Queen  |             | Mỹ Ảnh Films Trương Hà                               | Phi Thoàn, Thanh Việt, Túy Hồng, Văn Chung, Khả Năng, Hoàng Mai, Bé Bự, Túy Hoa, Diễm Kiều, Tường Vi |                                                                                        | Gia đình    |
| Mèo hoang tức Cô Lành cầu Bông       |             | Alpha Films Điền Long                                | Lệ Thủy, Thanh Hải, Minh Phụng, Tô Kim Hồng, Bé Bự, Hoàng Giang, Hồng Hoa, Trường Xuân, Hương Duyên, Điền Lộc, Văn Hường | Nguyên tuồng Điền Long An Dạ Thủy                                                      | Cổ nhạc     |
| Người cô đơn Alone Man               |             | Trùng Dương Films Hoàng Thi Thơ                      | Thanh Nga, Vân Hùng, Túy Hoa, Ngọc Đức, Thảo Sương, Huy Khanh, Minh Ngọc, Hoàng Long, Kim Ngọc, Ngọc Trai, Bà Bảy Ngọc, Chú Lùn, Bé Tâm, Bé Châu, Mỹ Hà, Mỹ Dung, Ngọc Tuyết, Duy Chúc, Hồng Oanh, Minh Tâm, Viễn Phương, Minh Phương, Phát Giàu, Năm Phới, ban CBC, Maxim Ngọc Hiếu, Đoàn văn nghệ Maxim's |                                                                                        | Ca nhạc     |
| Nhà tôi My Family                    |             | Lidac Films Lê Dân                                   | La Thoại Tân, Túy Hồng, Mai Lệ Huyền, Hà Huyền Chi, Thanh Việt, Phi Thoàn, Kim Cúc, Hoàng Mai, ban AVT |                                                                                        | Gia đình    |
| Như giọt sương khuya 夜中霜          |             | Việt Ảnh Films Bùi Sơn Dzuân                         | Trần Quang, Bạch Tuyết, Đoàn Châu Mậu, Nguyễn Thị Tường Vy, Diễm Kiều, Tâm Phan | Theo tiểu thuyết Đừng Gọi Anh Bằng Chú của Nguyễn Đình Thiều                           | Tình cảm    |
| Phận má hồng                         |             | Alpha Films Thái Thúc Nha                            | Thanh Tú, Mộng Tuyền, Kiều Mai Lý, Trang Bích Liễu, Năm Châu, Huỳnh Thanh Trà | Theo tuồng Thân Gái Dặm Trường của soạn giả Ngọc Điệp                                  | Cổ nhạc     |
| Sau giờ giới nghiêm After the Curfew |             | Liên Ảnh Films Lê Dân                                | Thanh Nga, Trần Quang, Đoàn Châu Mậu, Ngọc Phu, Ngọc Minh, Bích Thuận, Bà Năm Sadec, Hùng Phương, Nguyên Hạnh, Thùy Liên, Bé Bự, Hoài Phong | Theo tiểu thuyết Mai Thảo                                                              | Tình cảm    |
| Tuổi trẻ và tình yêu                 |             | Hương Giang Films Vũ Thanh Quang                     | Minh Lý, Chánh Tín, Thy Phương, Mai Quân |                                                                                        | Ca nhạc     |
| Vết chân hoang                       |             | Đài Truyền hình Việt Nam Jo Marcel Trường Kỳ Nam Lộc | Minh Lý, Tùng Giang, Khánh Hảo, Hồng Dương, Bạch Tường, Mỹ Tín | Theo tiểu thuyết Tuổi Choai Choai của Trường Kỳ                                        | Ca nhạc     |
| Vực nước mắt                         |             | Yến Vàng Films                                       | Ngọc Đan Thanh |                                                                                        | Tâm lí      |
| Xa lộ không đèn                      |             | Rạng Đông Films Hoàng Anh Tuấn                       | Thanh Nga, Hoài Trung, Năm Châu, Kim Cúc, Túy Hoa, Trần Văn Trạch, Phi Thoàn, Xuân Dung, Trang Thanh Lan, Tâm Phan, Dũng Thanh Lâm |                                                                                        | Tâm lí      |

## 1973
| Nhan đề                                | Bích chương | Đạo diễn                                                               | Tài tử | Tưởng lệ                                                                                           | Bị chú     |
| -------------------------------------- | ----------- | ---------------------------------------------------------------------- | --- | -------------------------------------------------------------------------------------------------- | ---------- |
| Anna Nguyệt                            |             | Thiên Mã Films Trần Văn Thân Kỳ Văn Nguyên                             | Thẩm Thúy Hằng, Đoàn Châu Mậu, Tâm Phan, Trần Quang | | Tình cảm   |
| Chiếc bóng bên đường                   |             | Kinh Đô Films Nguyễn Văn Thành                                         | Thành Được, Kiều Chinh, Kim Cương, Vũ Thành An, Thanh Việt, Lệ Thu | | Tình cảm   |
| Đôi bông tai Love Story in Vietnam     |             | Việt Ảnh Films Bùi Sơn Dzuân                                           | Trần Quang, Mitsue Horikoshi | | Tình cảm   |
| Đất khổ Land of Sorrows                |             | FilmViet Hà Thúc Cần                                                   | Trịnh Công Sơn, Kim Cương, Sơn Nam, Thành Lộc, Bích Hợp, Xuân Hà, Vân Quỳnh, Lưu Nguyên Đạt, Bạch Lý | Theo truyện Đêm Nghe Tiếng Đại Bác và Giãi Khăn Sô Cho Huế của Nhã Ca                              | Phản chiến |
| Đời chưa trang điểm                    |             | Giao Chỉ Films Hoàng Vĩnh Lộc                                          | Huy Cường, Chánh Tín, Như Loan, Thanh Hương, Hùng Sùi, Bích Thuận | 9 huy chương vàng Văn học Nghệ thuật Tổng thống Giải Kim Khánh cho nam tài tử xuất sắc (Chánh Tín) | Tình cảm   |
| Ly rượu mừng                           |             | Đồng Tín Films Lê Mộng Hoàng                                           | La Thoại Tân, Bạch Tuyết, Mai Lệ Huyền, Khả Năng, Phi Thoàn, Thanh Việt, Túy Hoa, Kim Ngọc, Bé Bự | | Hoạt kê    |
| Men tình mùa hạ Summer Love in Vietnam |             | Cosunam Films Nguyễn Ngọc Liên                                         | Trần Quang, Thy Phương, Năm Châu, Bạch Liên, Khả Năng, Thanh Việt | | Tình cảm   |
| Một thoáng đam mê                      |             | Kim Cương Films Lê Mộng Hoàng                                          | Kim Cương, Thanh Nga, La Thoại Tân, Năm Châu, Thanh Việt, Thanh Tùng, Bảy Nam, Khả Năng | Theo tuồng Trà hoa nữ của Hoàng Dũng                                                               | Tâm lí     |
| Nắng chiều                             |             | Lido Films Foo-Hwa Cinema Co-Ltd Lê Mộng Hoàng Lý Đức Thư Tôn Nam      | Hùng Cường, Thanh Nga, Phương Hồng Ngọc, Ngọc Phu, Văn Djai, Túy Hoa, Tùng Lâm | Nữ tài tử xuất sắc Đại hội điện ảnh Á châu Đài Bắc                                                 | Tình cảm   |
| Sóng tình Love Wave                    |             | Việt Nam Films Tinh Hoa Films Asia Motion Picture Co-Ltd Đinh Xuân Hòa | Thẩm Thúy Hằng, Văn Thao, Bạch Lan Thanh, Nguyễn Anh Tuấn, Kiều Hạnh, Tuyết Nhung | | Tình cảm   |
| Tình Lan và Điệp                       |             | Dạ Lý Hương Films Lê Dân                                               | Thanh Nga, Thanh Tú, Bạch Tuyết, Năm Châu, Ba Vân, Út Bạch Lan, Trang Bích Liễu, Kiều Mai Lý, Mỹ Dung, Dũng Thanh Lâm, Ngọc Giàu, Phương Quang, Tư Rọm, Bé Bự, Bảy Ngọc, Tùng Lâm, Xuân Phát, Thanh Hoài, Văn Sa                                    | Theo tiểu thuyết Tắt Lửa Lòng của Nguyễn Công Hoan                                                 | Cổ nhạc    |
| Triệu phú bất đắc dĩ                   |             | Liên Ảnh Films Lê Hoàng Hoa                                            | Thanh Việt, Thanh Nga, Ngọc Tuyết, Văn Chung, Ngọc Đức, Thanh Hoài, Túy Hoa, Kiều Hạnh, Thanh Long, Phương Hồng Ngọc, Trần Tỷ, Lê Hiền, Khả Năng, Bé Bự, Huy Khanh, Bảo Lâm, Duy Phúc, Minh Sơn, Văn Phương, Vân An, Quang Phước, Thế Vi, Quỳnh Mai | | Hoạt động  |
| Trường tôi My School                   |             | Lidac Films Tân Dân Films Lê Dân Nguyễn Đức Quỳnh Kỳ                   | Tuyết Lan, Quốc Dũng, Xuân Dung, Kiều Hạnh, Khả Năng, Tùng Lâm, Thanh Việt, Thanh Hoài, Xuân Phát, Băng Châu, Thanh Lan, Tony Hiếu, Bạch Lan Thanh, Bé Bự                                                                                           | | Ca nhạc    |
| Xin đừng bỏ em Don't Let Me Down       |             | Thăng Long Films Lê Mộng Hoàng                                         | Thẩm Thúy Hằng, Huỳnh Thanh Trà, Thanh Lan, Huy Cường, Kiều Anh | | Tình cảm   |
| Yêu Love                               |             | Trung tâm Quốc gia Điện ảnh Nhóm Nghệ Thuật Mới Đỗ Tiến Đức            | Thanh Lan, Anh Ngọc, Lê Tuấn, Tuyết Nhung, Mai Trang, Thúy Anh, Chu Tử | Theo tiểu thuyết Chu Tử                                                                            | Tình cảm   |

## 1974
| Nhan đề | Bích chương | Đạo diễn                                                               | Tài tử | Tưởng lệ                                                                                              | Bị chú     |
| --- | ----------- | ---------------------------------------------------------------------- | --- | --- | ---------- |
| Bốn thủy thủ sợ ma |             | Đại Dương Films Lê Mộng Hoàng                                          | La Thoại Tân, Thanh Việt, Khả Năng, Tùng Lâm, Thanh Hoài, Túy Hoa, Băng Châu, Mộng Tuyền, Kim Cương, Xuân Thúy | | Hoạt kê    |
| Đứa con trong lửa đỏ hay Quái nữ sợ ma Heroine Ghost Fearing, Fearless Ghost Monster                                                |             | Mỹ Vân Films Lê Mộng Hoàng                                             | Thanh Việt, Văn Chung, Xuân Phát, Phi Thoàn, Thanh Hoài, Túy Hoa, Kim Ngọc, La Thoại Tân, Thanh Nga, Ba Vân, Thùy Liên, Diễm Kiều, Dị Thảo, Lý Huỳnh | | Hoạt động  |
| Giỡn mặt tử thần |             | Việt Nam Films Mỹ Vân Films Đỗ Tiến Đức                                | Thẩm Thúy Hằng, Bảo Ân, Ngọc Đức, Phương Hồng Ngọc, Hoàng Mai, Tường Vi, Bảy Ngọc, Phương Uyên, Trang Đài, Tú Trinh, Tùng Phình | | Giật gân   |
| Hải vụ 709 ภารกิจ 709 Mission 709 海务709                                                                                            |             | Việt Ảnh Films Danthai Films Bùi Sơn Dzuân                             | Trần Quang, Đoàn Châu Mậu, Lý Huỳnh, Tâm Phan, Tony Hiếu, Nguyễn Hậu, Trần Hoàng Ngữ, Pairoj Jaisingha, Duangjai Hathaikarn | | Mạo hiểm   |
| Hoa mới nở |             | Lidac Films Lê Dân                                                     | La Thoại Tân, Đinh Xuân Hòa, Tùng Giang, Trường Kỳ, Đoàn Thiên Kim, Bạch Liên, Vũ Thái Bình, Mỹ Hòa, Cát Phương, Bảo Lâm, Minh Đạo | Theo tiểu thuyết Cô Hippy Lạc Loài của Nhã Ca Bằng khen Đại hội điện ảnh Bá Linh                      | Ca nhạc    |
| Hồng Yến |             | Thiên Mã Films Lê Dân                                                  | Kiều Chinh, Trần Quang, Tâm Phan | Theo tiểu thuyết Một Nàng Hai Chàng của Bình Nguyên Lộc Tượng vàng Văn nghệ Tổng thống Giải Kim Khánh | Diễm tình  |
| Mộng Thường tức Người chết trở về                                                                                                   |             | Đài Truyền hình Việt Nam Trung tâm Tiếng Hát Đôi Mươi Trần Thiện Thanh | Nhật Trường, Thanh Lan | | Tình cảm   |
| Năm vua hề về làng Five Bumpkins Five Clown-kings Returns to the Village                                                            |             | Mỹ Vân Films Lê Dân Lê Hoàng Hoa Lê Mộng Hoàng Quốc Hưng Thân Trọng Kỳ | Hồng Vân, Thành Được, La Thoại Tân, Lý Huỳnh, Ngọc Tuyết, Kim Ngọc, Mỹ Chi, Thanh Mai, Thẩm Thúy Hằng, Thanh Nga, Túy Hoa, Cẩm Hồng, Vân Hùng, Băng Châu, Lệ Hoa, Khả Năng, Thanh Việt, Kim Cương, Ba Vân, Xuân Phát, Tùng Lâm, Văn Chung, Thanh Hoài, Tài Lương, Bảo Quốc, Năm Châu, Tùng Phình | | Hoạt kê    |
| Người chồng bất đắc dĩ The Husband                                                                                                  |             | Liên Ảnh Films Lê Hoàng Hoa                                            | Kim Cương, La Thoại Tân, Ngọc Tuyết, Phương Hồng Ngọc, Thủy Liên, Thanh Việt, Thanh Hoài, Phi Thoàn, Tùng Lâm, Xuân Phát, Năm Châu, Túy Hoa, Kiều Hạnh, Huy Cường, Hùng Ân, Ngọc Dũng, Bà Năm Sadec                                                                                              | Nữ tài tử xuất sắc (Kim Cương) Đại hội điện ảnh Á châu Đài Bắc                                        | Hoạt kê    |
| OK OK |             | Bốn Phương Films Nguyễn Long                                           | Nguyễn Long, Xuân Thúy | | Hoạt kê    |
| Quái nữ Việt quyền đạo hay Quái nữ và vua hề Heroine and Veit Kungfu                                                                |             | Mỹ Vân Films Lê Mộng Hoàng                                             | Thanh Nga, Thanh Việt, Lệ Hoa | | Hành động  |
| Sợ vợ mới anh hùng |             | Mỹ Vân Films Tôn Thất Cảnh                                             | Thanh Nga, Ngọc Tuyết, Túy Hồng, Túy Hoa, Phương Hồng Ngọc, Khả Năng, Hùng Cường, La Thoại Tân, Lý Huỳnh, Tùng Phình | | Hoạt kê    |
| Tình khúc thứ mười hay Giả biệt Sài Gòn ナンバーテン・ブルース さらばサイゴン: サヨナラ・サイゴン Number Ten Blues : Goodbye Saigon |             | Presario Corporation Norio Osada Lưu Bạch Đàn                          | Yūsuke Kawazu, Thanh Lan, Đoàn Châu Mậu, Kenji Isomura, Eiichi Kikuchi, Tú Trinh, Hidekazu Kikuchi, Cao Huynh, Bảo Lâm, Tùng Lâm, Tùng Phình | Hai giải thành tựu Đại hội điện ảnh Osaka                                                             | Mạo hiểm   |
| Tình thù rực nắng Summertime Killer in Vietnam                                                                                      |             | Đại Á Films Lê Mộng Hoàng                                              | Trần Quang, Tâm Phan, Băng Châu, Chánh Tín, La Thoại Tân | | Du đãng    |
| Tuổi dại Green Age |             | Alpha Films Thái Thúc Hoàng Điệp                                       | Yến Thu, Duy Phúc, Trường Duy, Thanh Mai, Lan Phương, Đoàn Châu Mậu, Túy Hoa, Tùng Lâm, Thy Phương, Trường Kỳ, Hélène Havaro, Huy Phước, Lan Chi, Vân Trung, Quang Hải, Lệ Hoa | | Ca nhạc    |
| Tứ quái Sài Gòn |             | Lido Films Lê Hoàng Hoa La Thoại Tân Nguyễn Đức Quỳnh Kỳ               | Tùng Lâm, La Thoại Tân, Khả Năng, Thanh Việt, Thẩm Thúy Hằng, Kim Cương, Văn Djai, Túy Hoa, Tùng Phình, Lê Ân | | Hoạt kê    |
| Việt Nam trong ly loạn |             | Mỹ Vân Films                                                           | Minh Tâm, Lê Nam, Việt Hùng, Ngọc Nuôi | | Phản chiến |
| Vĩnh biệt tình hè Goodbye Summer Love                                                                                               |             | Đại Á Films Lê Mộng Hoàng                                              | La Thoại Tân, Băng Châu, Chánh Tín, Thanh Việt, Khả Năng, Túy Hoa, Năm Châu, Kim Cúc, Bảy Ngọc, Hoài Mỹ | | Ca nhạc    |
| Xóm tôi |             | Lidac Films Lê Dân                                                     | Thanh Việt, Khả Năng, Ngọc Phu, Hà Long, Tùng Lâm, Minh Ngọc, Trần Tỷ, Hoàng Mai, Xuân Phát, Tùng Sơn, Thanh Lan, Mai Trang, Ngọc Đan Thanh, Cát Phương, Thái Chi Lan, Bạch Liên, Kim Ngọc, Bà Năm Sadec, Bé Bự, Băng Tâm                                                                        | | Hoạt kê    |

## 1975
| Nhan đề            | Bích chương | Đạo diễn                               | Tài tử | Tưởng lệ | Bị chú  |
| ------------------ | ----------- | -------------------------------------- | --- | -------- | ------- |
| Chàng ngốc gặp hên |             | Vili Films Lưu Bạch Đàn                | Thẩm Thúy Hằng, Hùng Cường, Thanh Việt, Khả Năng, Văn Chung, Phi Thoàn, Lê Ân                                                                              |          | Hoạt kê |
| Lẽ sống đời tôi    |             | Mỹ Ảnh Films Viễn Đông Films Trương Hà | Kiều Chinh, Bảo Ân, Minh Trường Sơn, Mai Lệ Huyền, Bà Năm Sadec, Kiều Hạnh, Bảy Ngọc, Ngọc Tuyết, Thanh Long, Trương Ngươn, Ngọc Oanh, Thanh Lan, Anh Khoa |          | Ca nhạc |

### Cước chú
1. ↑  Đại diện Việt Nam tại Đại hội văn hóa Nhật Bản 1970 và hội chợ Osaka
2. ↑  Đại diện Việt Nam tại Đại hội điện ảnh Bá Linh 1970
3. ↑  Phim ngắn quảng bá du lịch
4. ↑  Phim ngắn quảng bá du lịch
5. ↑  Đại diện Việt Nam tại Đại hội điện ảnh Đại học Michigan
6. ↑  Minh tinh Thẩm Thúy Hằng hợp tác phía Đài Loan
7. ↑  Minh tinh Thẩm Thúy Hằng hợp tác Thái Lan, Hương Cảng
8. ↑  Phim búp bê của Hương Quê Films
9. ↑  Phim dựa trên nguyên mẫu danh ca Thanh Thúy, nàng thơ của giới văn nghệ sĩ đương thời. Bộ phim gây xôn xao dư luận đô thành vì lối chế tác mới lạ, nên gây nhiều tin đồn đạo diễn Nguyễn Long tình si Thanh Thúy. Tuy nhiên đời thực hai người chưa bao giờ giáp mặt, mãi tới năm 1981 họ mới gặp nhau lần đầu... ở Mỹ.
10. ↑  Hoạt cảnh ngắn chiếu trước giờ phim truyện dài
11. ↑  Hoạt cảnh ngắn chiếu trước giờ phim truyện dài
12. ↑  Phim thực hiện để tưởng niệm văn hào Nhất Linh vừa tạ thế
13. ↑  Thành công thương mại nhưng chỉ đạt danh hiệu khích lệ tại lễ tưởng thưởng Văn nghệ Toàn quốc

## Liên kết

### Tư liệu
- Những mỹ nhân tuyệt sắc của làng nghệ thuật Sài Gòn trên hình bìa tạp chí Kịch Ảnh năm 1957
- Cần khôi phục những di sản điện ảnh quý giá của miền Nam trước 1975 Lưu trữ ngày 1 tháng 9 năm 2022 tại Wayback Machine